# Des
Des é uma minissérie de drama britânica escrita por Luke Neal e Kelly Jones, baseada no livro Killing for Company de Brian Masters. A série é estrelada por David Tennant no papel do serial killer Dennis Nilsen. Estreou em 14 de setembro de 2020 na ITV.

## Elenco
- David Tennant como Dennis Nilsen, serial killer
- Daniel Mays como Inspetor Peter Jay
- Jason Watkins como Brian Masters
- Ron Cook como Geoff Chambers
- Barry Ward como Steve McCusker
- Ben Bailey Smith como Brian Lodge
- Ross Anderson como Douglas Stewart
- Laurie Kynaston como Carl Stottor
- Jamie Parker como Allan Green
- Pip Torrens como Ivan Lawrence
- Ken Bones como David Croom-Johnson
- Chanel Cresswell como Lesley Mead

## Recepção

### Audiência
O episódio de estréia foi assistido por 5,4 milhões de telespectadores no canal ITV.

### Recepção crítica
O The Guardian descreveu a série como um "drama sensível e bem trabalhado, mostrando a realidade implacavelmente sombria de seu narcisista monstruoso". O desempenho de Tennant foi considerado "um dos melhores em uma carreira impecável" pela revista Radio Times.
No Rotten Tomatoes, a série detém um índice de 90% de aprovação. O consenso dos críticos do site diz: "Des é um drama de crime real com roteiro inteligente, suficientemente assustador, ancorado por uma atuação arrepiante de David Tennant".

### Prêmios e indicações
Em 2021, David Tennant ganhou o prêmio de Melhor Performance em Drama, no 26º National Television Awards, por seu papel no programa. Ele venceu o Emmy Internacional de Melhor Ator em 2021.